# Breezin'
| Recensione       | Giudizio |
| ---------------- | -------- |
| AllMusic         |          |
| Robert Christgau | C        |
| Piero Scaruffi   |          |

Breezin'  è un album del chitarrista-cantante statunitense George Benson, pubblicato dalla Warner Bros. Records nell'aprile del 1976. 
Prima di questo album, George Benson era già ampiamente conosciuto per la sua ispirazione a Wes Montgomery, Charlie Christian e per le sue collaborazioni con Jack McDuff e Miles Davis. Con il passaggio alla casa discografica Warner Bros., Benson segna la sua svolta. Ha registrato l'album Breezin' che ha raggiunto la 1ª posizione negli Stati Uniti per due settimane e la 9^ in Nuova Zelanda e ben presto ha vinto 2 Grammy Awards come Best Pop Instrumental Performance per Breezin' e Record of the Year per il singolo This Masquerade.
Le ragioni di tale successo sono state diverse quali la produzione di Tommy LiPuma, gli arrangiamenti orchestrali e conduzione di Claus Ogerman, Benson per la sua voce soulful, Leon Russell per la canzone "This Masquerade". 
Sostenuto da egregi musicisti quali il batterista Harvey Mason, il percussionista Ralph MacDonald, il bassista Stanley Banks, Phil Upchurch al basso e chitarra e i tastieristi Ronnie Foster e Jorge Dalto.

## Tracce

### LP
(1976, Warner Bros. Records, BS 2919)
Lato A (S41, 262)
1. Breezin' (strumentale) – 5:40 (musica: Bobby Womack)
2. This Masquerade – 8:03 (Leon Russell)
3. Six to Four (strumentale) – 5:06 (musica: Phil Upchurch)

Durata totale: 18:49
Lato B (S41, 263)
1. Affirmation (strumentale) – 7:01 (musica: José Feliciano)
2. So This Is Love? (strumentale) – 7:03 (musica: George Benson)
3. Lady (strumentale) – 5:49 (musica: Ronnie Foster)

Durata totale: 19:53

### CD
(2001, Warner Bros. Records, R2 76713)
1. Breezin' – 5:40 (musica: Bobby Womack)
2. This Masquerade – 8:03 (Leon Russell)
3. Six to Four – 5:06 (musica: Phil Upchurch)
4. Affirmation – 7:01 (musica: José Feliciano)
5. So This Is Love? – 7:03 (musica: George Benson)
6. Lady – 5:49 (musica: Ronnie Foster)
7. Down Here on the Ground – 9:10 (testo: Gale Garnett – musica: Lalo Schifrin) – Traccia bonus - brano inedito
8. Shark Bite (strumentale) – 6:12 (musica: George Benson) – Traccia bonus - brano inedito
9. This Masquerade (Single Edit) – 3:17 (Leon Russell) – Traccia bonus - Pubblicato come singolo (8209) dalla Warner Bros. il 14/4/76

Durata totale: 57:21

## Formazione
- George Benson – chitarra solista, voce (in: This Masquerade, Down Here on the Ground e This Masquerade (single edit))
- Phil Upchurch – chitarra ritmica, basso (in: Breezin' e Six to Four)
- Jorge Dalto – pianoforte acustico (assolo in: This Masquerade), clavinet, pianoforte elettrico (assolo in: Affirmation)
- Ronnie Foster – pianoforte elettrico (assolo in: So This Is Love?), minimoog (assolo in: Six to Four)
- Stanley Banks – basso (eccetto in: Breezin' e Six to Four)
- Harvey Mason – batteria
- Ralph MacDonald – percussioni
- Claus Ogerman – direttore d'orchestra, arrangiamenti

### Produzione
- Tommy LiPuma – produzione
- Noel Newbolt – assistente di produzione
- Registrazioni effettuate il 6, 7 e 8 gennaio 1976 al Capitol Studios di Hollywood, California
- Al Schmitt – ingegnere delle registrazioni e del mixaggio
- Don Henderson – assistente ingegnere delle registrazioni
- Mastering effettuato da Doug Sax al The Mastering Lab, Hollywood
- Ed Thrasher/Lockart – grafica copertina album originale
- Peter Palombi – design copertina album originale
- Mario Casilli – foto copertina album originale
- Al Young – note retrocopertina album originale[9]

## Classifica album
Album
| Anno | Classifica             | Posizione raggiunta |
| ---- | ---------------------- | ------------------- |
| 1976 | Billboard 200          | 1                   |
| 1976 | Top R&B/Hip-Hop Albums | 1                   |

## Classifica singoli
Singoli
| Anno | Titolo del brano | Classifica            | Posizione raggiunta |
| ---- | ---------------- | --------------------- | ------------------- |
| 1976 | This Masquerade  | Hot 100               | 10                  |
| 1976 | Breezin'         | Hot 100               | 63                  |
| 1976 | This Masquerade  | Hot R&B/Hip-Hop Songs | 3                   |
| 1976 | Breezin'         | Hot R&B/Hip-Hop Songs | 55                  |